# سبال نخيلي
سبال نخيلي أو السَابَال النَخِيليّ أو نخيل سابال (الاسم العلمي: Sabal palmetto) هو نوع نباتي يتبع جنس السبال من فصيلة الفوفلية.